# Ranma ½
Ranma ½ (らんま½ Ranma Nibun no Ichi?, pronunciado en español como Ranma un-medio, o popularmente llamado Ranma y medio en Hispanoamérica) es una serie de manga escrita e ilustrada por Rumiko Takahashi. Se publicó originalmente en la revista Shūkan Shōnen Sunday de la editorial Shōgakukan desde el 19 de agosto de 1987 hasta el 6 de marzo de 1996, organizándose en 38 volúmenes en formato tankōbon.
La historia gira en torno a Ranma Saotome, un joven de dieciséis años que fue entrenado en las artes marciales desde que era pequeño. Durante una de estas prácticas, cae a un estanque encantado, en los estanques de Jusenkyo, llamado Estanque de la mujer pelirroja ahogada (Estanque de la chica ahogada en Hispanoamérica), que hace que se convierta en mujer cada vez que tiene contacto con agua fría, y para poder regresar a su estado natural tiene que hacer contacto con agua caliente. Durante la serie, Ranma intenta librarse de su maldición, mientras debe lidiar con su compromiso de matrimonio con la adolescente Akane Tendo, el cual fue pactado varios años atrás por los padres de ambos jóvenes.
El manga fue adaptado en tres series de anime: Ranma ½, Ranma ½ Nettōhen (らんま½ 熱闘編?) y Ranma ½ (2024), las dos primeras fueron producidas por Kitty Films y emitidas por Fuji Television desde 1989 hasta 1992, la tercera fue producida por Mappa, fue emitida por primera vez en Nippon TV en el año 2024 (aún no ha finalizado). Netflix consiguió la licencia mundial de la serie de 2024. Adicionalmente, Kitty Films produjo doce animaciones originales y tres películas. En 2011, un especial televisivo en imagen real fue producido y emitido por Nippon Television. El manga y el anime fueron licenciados por Viz Media para su lanzamiento en Norteamérica. Madman Entertainment lanzó parte de la serie de anime y de las dos primeras películas en Australia, antes de la expiración de su licencia, y MVM Films publicó las dos primeras películas en el Reino Unido.

## Argumento
Durante un entrenamiento en China, Genma y su hijo Ranma Saotome accidentalmente caen dentro de los estanques encantados de Jusenkyo. Cuando alguien cae en un estanque maldito toma la forma física de lo que se haya ahogado en él por primera vez, cada vez que entra en contacto con agua fría, siendo la maldición revertida cuando se expone al agua caliente. Genma cayó en "El Estanque del Panda Ahogado" mientras que Ranma cayó en el "Estanque de la Chica Pelirroja Ahogada" ("Estanque de la Chica Ahogada" en Hispanoamérica).
Al regresar a Japón, ambos van a establecerse en el dojo del viejo amigo de Genma, Soun Tendo. Genma y Soun habían acordado que sus hijos se casarían y se encargarían del Dojo Tendo. Soun tiene tres hijas adolescentes: Kasumi, Nabiki y la temperamental Akane. Esta última es obligada a ser la prometida de Ranma, bajo el argumento de que comparten edad e intereses. En un principio ambos se rehúsan a aceptar el acuerdo, pero con el pasar del tiempo comienzan a desarrollar sentimientos entre ellos.
Conforme avanza la historia, vamos conociendo a más personajes, algunos de ellos malditos por caer en los pozos de Jusenkyo, como la amazona Shampoo, quien se transforma en una gata rosada; Mousse, quien se transforma en un pato; y el siempre desorientado Ryoga Hibiki, quien se convierte en un cerdo negro y que es uno de los rivales de Ranma, dado que se enamora de Akane.

## Personajes

### Principales
Aquí se presentan una lista de los personajes principales detallados brevemente, con sus respectivos seiyū originales y actores de doblaje en español de España y español de Hispanoamérica.
La serie fue doblada al español en México por Audiomaster 3000 de Televisa.

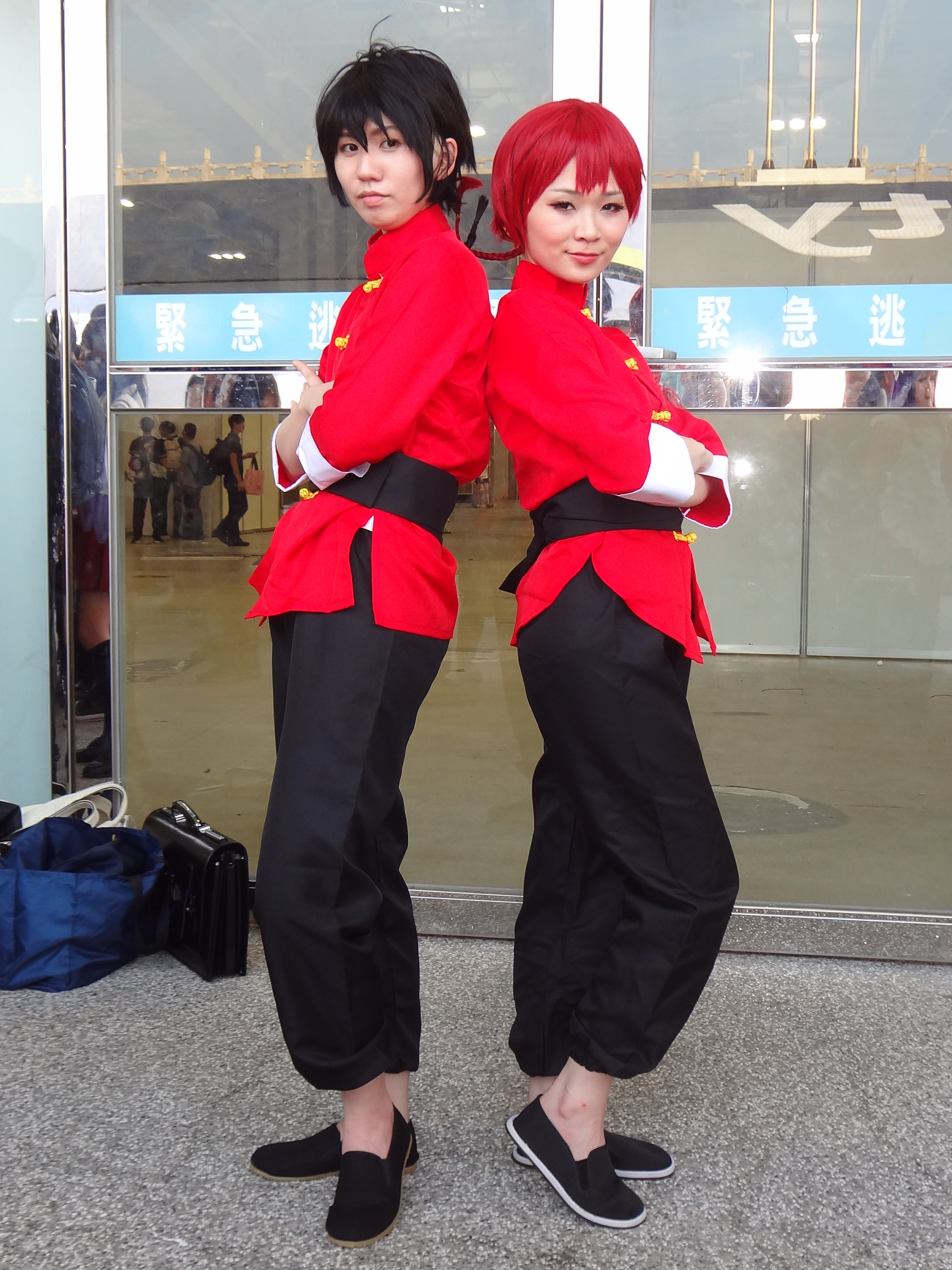
Cosplayers como el personaje principal.

- Ranma Saotome (早乙女 乱馬 Saotome Ranma?)

Seiyū: Kappei Yamaguchi (chico); Megumi Hayashibara (chica)
Doblaje: (España, doblaje 1993): Juana Molina (Hispanoamérica): Carlos Hugo Hidalgo (chico); Irma Carmona (chica) (España, doblaje 2005): Eba Ojanguren
Ranma es hijo de Genma Saotome y Nodoka Saotome. Su padre le entrenó en las artes marciales durante 16 años. Después de caer accidentalmente en uno de los estanques del Parque Jusenkyo conocido como el "Estanque de la mujer pelirroja ahogada" ("Estanque de la chica ahogada" en Hispanoamérica), sufre una maldición que lo convierte en mujer con el más leve contacto con el agua fría. Está comprometido con Akane Tendo, con quien se hospeda junto a su padre, teniendo una relación complicada al inicio, pero mejorando con el tiempo al punto de demostrar celos ante la cercanía de los pretendientes de ella. Ranma debe enfrentar y superar muchos conflictos a través de la serie, lo que lo ayudarán a desarrollarse como un luchador de artes marciales completo y lograr cumplir su compromiso con Akane.
- Akane Tendo (天道 あかね Tendō Akane?)

Seiyū: Noriko Hidaka
Doblaje: (España, doblaje 1993): Victoria Ramos (Hispanoamérica): Rossy Aguirre (España, doblaje 2005): Ana Teresa Bengoetxea
Hija menor de Soun Tendo y su fallecida madre, Nikuna Tendo. Es de carácter muy fuerte y decidido, muchas veces Ranma la califica de masculina por sus actitudes poco femeninas, lo que la molesta mucho. En un principio estaba enamorada de su amor platónico el Doctor Tofu, pero paulatinamente comenzó a enamorarse de Ranma, aunque nunca lo declara abiertamente frente a él, sin embargo y al igual que Ranma, suele ponerse celosa ante los acosos de las chicas que están enamoradas de él, incluso compitiendo directamente con ellas. Tiene varios pretendientes como Ryoga Hibiki, Tatewaki Kuno, Hikaru Gosunkugi y varios compañeros del instituto Furinkan, que intentan acosarla siendo totalmente derrotados por ella día tras día. No sabe nadar, ni tampoco cocinar lo que ha causado problemas a Ranma en más de una ocasión.
- Ryōga Hibiki (響 良牙 Hibiki Ryōga?)

Seiyū: Kōichi Yamadera
Doblaje: (España, doblaje 1993): Daniel García (Hispanoamérica): Benjamín Rivera (Cap 14-27), Humberto Ramírez (Cap 34 - 37, 42, 48), Gerardo del Valle (Voz base) (España, doblaje 2005): Josu Varela
Al igual que Ranma, Ryoga es un practicante de artes marciales. Mientras seguía al menor de los Saotome cayó en el "Estanque del Cerdo Negro ahogado" ("Estanque del Cerdo Ahogado" en Hispanoamérica) de Jusenkyo, por lo que al tener contacto con el agua fría se transforma en cerdo negro. Akane llama a este cerdo "P-Chan" y lo mantiene como su mascota, pero desconociendo que en realidad se trata de Ryoga, como consecuencia de esto, Ryoga se enamora perdidamente de Akane, aunque ella no lo corresponde. Guarda rencor contra Ranma por ser el culpable de que cayera al estanque, aunque en los malos momentos ambos son capaces de apoyarse mutuamente. Carece completamente de sentido de la orientación, cosa que él mismo admite, lo que le causa gran parte de sus problemas.
- Shampoo (シャンプー Shanpū?)

Seiyū: Rei Sakuma
Doblaje: (España, doblaje 1993): Nuria Doménech (Hispanoamérica): Araceli de León (España, doblaje 2005): Ana Begoña Eguileor
Su nombre se escribe 珊璞 (Shān pú), debido a su procedencia china. Es originaria de una tribu de las mujeres heroínas (tribu de las amazonas chinas en versiones americanas). Debido a que fue a entrenar a los estanques de Jusenkyo con su abuela, esta accidentalmente también se cae en "El estanque del Gato ahogado" y se convierte en una gata rosada con el más leve contacto con el agua fría. Mientras Ranma (en su forma mujer) y su padre (como un panda) viajaban encontraron comida reunida y la comieron, pero este era el premio para la vencedora de un torneo de artes marciales. Para enmendarlo, Ranma (aun en su forma femenina) participa en la competición venciendo a Shampoo. Es tradición de la tribu que si una mujer extranjera derrota a una amazona, ésta debe matarla, y si es un hombre debe casarse con él. Al vencerla como mujer, Shampoo busca matar a Ranma, hasta que se da cuenta de que en realidad es un hombre y es nuevamente vencida por él. Desde ese momento Shampoo se enamora obsesivamente de él al punto de querer por todos los medios de casarse. De ella está enamorado Mousse.
- Ukyo Kuonji (久遠寺 右京 Kuonji Ukyō?)

Seiyū: Tsuru Hiromi
Doblaje: (España, doblaje 1993): María del Mar Tamarit (Hispanoamérica): Gabriela Willert (España, doblaje 2005): Belén Oszkoz
Amiga de la infancia de Ranma. Su padre era un vendedor ambulante de okonomiyaki (panes japoneses en Hispanoamérica) y amigo del padre de Ranma. Cuando sus hijos eran pequeños los comprometieron en matrimonio a cambio de que el padre de Ukyo le regalara a Genma su carro de okonomiyaki y se llevara a Ukyo con él. Genma aceptó, pero se llevó el carro sin llevarse a Ukyo, rompiendo así su parte del trato. Después de eso Ukyo partió por todo el mundo en busca de Ranma para cumplir su venganza. Al principio todos se pensaban que Ukyo era un chico por su apariencia, pero después de que Ranma accidentalmente toca uno de sus pechos y se da cuenta de que es mujer y le dice que es linda, esta cambia rotundamente de quererse vengar de él a enamorarse.

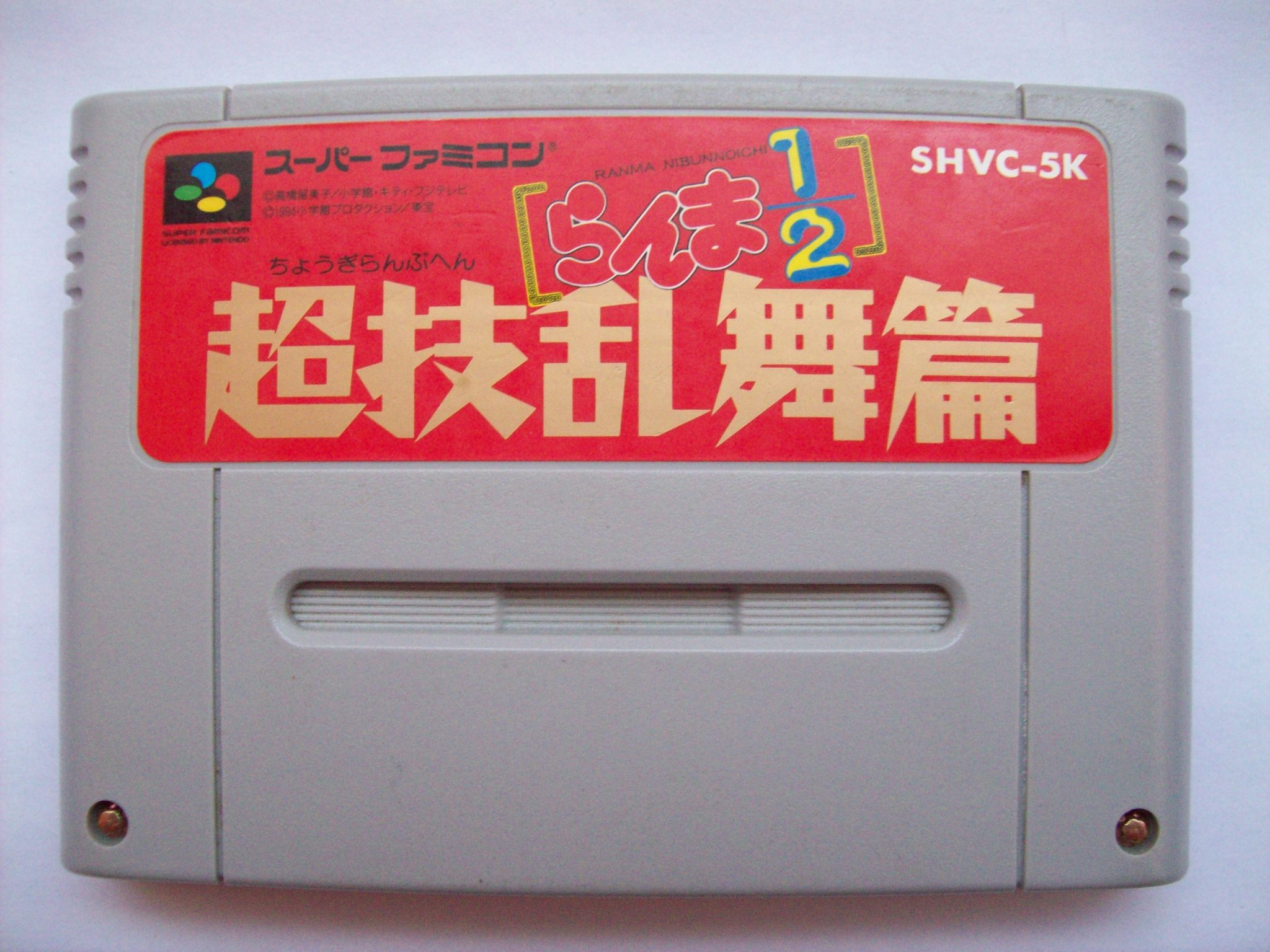
Videojuego de Ranma ½: Chougi Ranbu Hen (también Chougi Rambuhen), para la consola SNES.

Durante la serie aparecen muchos otros personajes de relevancia, como el padre de Ranma y Akane, Genma Saotome y Soun Tendo respectivamente. Las hermanas mayores de Akane, Nabiki y Kasumi. Además de otros personajes como el pervertido maestro Happosai, Cologne la bisabuela de Shampoo, Mousse el eterno enamorado de Shampoo, el doctor Tofu, y el compañero de la escuela Tatewaki Kuno junto a su hermana Kodachi, entre otros.

## Contenido de la obra

### Manga

#### Publicación japonesa
Ranma ½ comenzó a publicarse en septiembre de 1987 en la Shūkan Shōnen Sunday, de la editorial Shōgakukan, tras la finalización del anterior trabajo importante de Rumiko Takahashi, Urusei Yatsura. Desde septiembre de 1987 hasta marzo de 1996, después de casi una década de historias, el capítulo final de Ranma ½ fue publicado en la edición número 12 de la Shōnen Sunday.
Tras la publicación en Shonen Sunday, Ranma ½ se recopiló en tankōbon contando con 38 volúmenes en total. En 2002, Shogakukan optó por publicar el manga en un nuevo formato, el shinsōban. Estos eran básicamente iguales a los tankōbon a excepción de una portada diferente.
En adición a las ediciones ya mencionadas, Ranma ½ ha contado con varios lanzamientos especiales. En primer lugar, The Ranma ½ Memorial Book fue publicado cuando el manga terminó en 1996. Actuando como un capítulo-final a la serie, recoge varias ilustraciones de la serie, contiene una entrevista con Rumiko Takahashi, e incluye chismes sobre Ranma: resúmenes de sus batallas, su horario diario, trivia, y algunas ilustraciones exclusivas. En segundo lugar, Movie + OVA Visual cómic fue lanzado para ilustrar los episodios OVA "Condúceme al camino" (ambas partes) y la película teatral "El Equipo Ranma contra el Legendario Fénix". También incluye información sobre los seiyūs, diseños de personajes, y un diseño del dojo Tendo.
| Volumen | ISBN               | Publicación en Japón    | Volumen | ISBN               | Publicación en Japón.    |
| ------- | ------------------ | ----------------------- | ------- | ------------------ | ------------------------ |
| 1       | ISBN 4-09-122031-2 | 18 de marzo de 1988     | 20      | ISBN 4-09-122440-7 | 18 de junio de 1992      |
| 2       | ISBN 4-09-122032-0 | 18 de abril de 1988     | 21      | ISBN 4-09-123091-1 | 17 de julio de 1992      |
| 3       | ISBN 4-09-122033-9 | 18 de junio de 1988     | 22      | ISBN 4-09-123092-X | 18 de septiembre de 1992 |
| 4       | ISBN 4-09-122034-7 | 18 de agosto de 1988    | 23      | ISBN 4-09-123093-8 | 12 de diciembre de 1992  |
| 5       | ISBN 4-09-122035-5 | 18 de octubre de 1988   | 24      | ISBN 4-09-123094-6 | 18 de marzo de 1993      |
| 6       | ISBN 4-09-122036-3 | 13 de diciembre de 1988 | 25      | ISBN 4-09-123095-4 | 18 de junio de 1993      |
| 7       | ISBN 4-09-122037-1 | 18 de mayo de 1989      | 26      | ISBN 4-09-123096-2 | 18 de septiembre de 1993 |
| 8       | ISBN 4-09-122038-X | 18 de agosto de 1989    | 27      | ISBN 4-09-123097-0 | 11 de diciembre de 1993  |
| 9       | ISBN 4-09-122039-8 | 18 de noviembre de 1989 | 28      | ISBN 4-09-123098-9 | 18 de marzo de 1994      |
| 10      | ISBN 4-09-122040-1 | 17 de marzo de 1990     | 29      | ISBN 4-09-123099-7 | 18 de junio de 1994      |
| 11      | ISBN 4-09-122431-8 | 18 de mayo de 1990      | 30      | ISBN 4-09-123100-4 | 18 de agosto de 1994     |
| 12      | ISBN 4-09-122432-5 | 18 de julio de 1990     | 31      | ISBN 4-09-123461-5 | 18 de noviembre de 1994  |
| 13      | ISBN 4-09-122433-4 | 17 de noviembre de 1990 | 32      | ISBN 4-09-123462-3 | 18 de febrero de 1995    |
| 14      | ISBN 4-09-122434-2 | 18 de abril de 1991     | 33      | ISBN 4-09-123463-1 | 18 de mayo de 1995       |
| 15      | ISBN 4-09-122435-0 | 18 de mayo de 1991      | 34      | ISBN 4-09-123464-X | 18 de julio de 1995      |
| 16      | ISBN 4-09-122436-9 | 18 de julio de 1991     | 35      | ISBN 4-09-123465-8 | 18 de octubre de 1995    |
| 17      | ISBN 4-09-122437-7 | 18 de octubre de 1991   | 36      | ISBN 4-09-123466-6 | 18 de enero de 1996      |
| 18      | ISBN 4-09-122438-5 | 11 de diciembre de 1991 | 37      | ISBN 4-09-123467-4 | 18 de abril de 1996      |
| 19      | ISBN 4-09-122439-3 | 18 de marzo de 1992     | 38      | ISBN 4-09-123468-2 | 18 de mayo de 1996       |

#### Publicación estadounidense
VIZ Media, una empresa propiedad de Shūeisha y Shogakukan, publicó la versión en inglés del manga de Ranma ½. VIZ comenzó a publicar Ranma ½ en 1993 mensualmente. Debido al tiempo necesario para acumular materiales, los volúmenes posteriores eran lanzados cada vez más lento. Cada novela gráfica abarca aproximadamente la misma cantidad de material que un volumen tankōbon, pero VIZ incorporó pequeñas diferencias en la agrupación de modo que la versión en inglés abarca 36 volúmenes en lugar de 38, como la versión japonesa. El tomo 36, el volumen final, fue lanzado en las tiendas el 14 de noviembre de 2006.
El 18 de marzo de 2004, Viz anunció que iba a volver a imprimir un número de sus novelas gráficas. El contenido fue el mismo, pero con un formato más pequeño y con portadas distintas.

#### Publicación española
Existen tres versiones en español, una fue publicada por Glénat, otra por Toukan Manga y otra por Ivrea. La primera en ser distribuida fue en España por Planeta DeAgostini Luego esta versión fue reeditada por Glénat. En Argentina el manga fue publicado por Editorial Ivrea, y en México fue publicado por Toukan Manga.

#### Publicación mexicana
Editorial Panini, anunció en noviembre del año 2016 que empezaría a editarse nuevamente en México, con un tiraje de la serie de manera mensual y constando de 38 tomos, teniendo el primero como salida oficial el 1 de marzo del año 2017.

### Anime
La adaptación al anime de Ranma ½ se divide en dos series, fruto del limitado éxito de su primera versión, de mucha más calidad que la que acabaría por triunfar en la televisión japonesa.
La primera serie se llamó Ranma ½ y comenzó a emitirse en 1989 y constituyó de 18 episodios. El éxito no fue el esperado durante su emisión en Fuji TV por lo que el estudio Kitty Films (responsable de la animación) se vio en obligación de adelantar la aparición de Shampoo y dar por finalizada la serie con un total de 18 episodios.
No obstante, un mes después aparece Ranma ½ Nettohen, segunda serie de la adaptación animada del manga. Esta pudo seguir paulatinamente hasta 1992, contando con 143 episodios, y 161 en total.
La serie debutó por primera vez en 1989 por el canal Fuji Television, cerrando su ciclo tras 161 episodios, aunque la serie como tal termina realmente en el manga.
Una nueva adaptación de anime más fiel al manga de Ranma ½ fue anunciada en la Weekly Shōnen Sunday el 26 de junio de 2024. La serie está producida por MAPPA y dirigida por Kōnosuke Uda, con guiones escritos por Kimiko Ueno, diseños de personajes a cargo de Hiromi Taniguchi y música compuesta por Kaoru Wada. Se estrenó el 6 de octubre de 2024 en Nippon TV. El tema de apertura es «Iinazukekkyun» (許婚っきゅん?), interpretado por Ano, mientras que el tema de cierre es «Anta Nante» (あんたなんて?), interpretado por Riria. Netflix obtuvo la licencia mundial de la serie.
En diciembre de 2024 se anunció la producción de una segunda temporada. Se estrenará en octubre de 2025 en Nippon TV.

### Películas
El éxito limitado de la serie ha permitido la realización de dos películas. La primera, Gran Aventura en Nekonron, China o Gran Golpe en Nekonron, China (España), fue estrenada el 2 de noviembre de 1991 en Japón. Su versión en DVD fue lanzada siete años después, el 3 de junio de 1998 Narra como Ranma y sus amigos deben salvar a Akane de una boda errónea, al haber sido secuestrada por un príncipe al tener esta última un pergamino que encontró.
La segunda película, La Isla de las Doncellas o Nihao mi Concubina (España), fue lanzada el 1 de agosto de 1992 en el país del sol naciente. Su versión en DVD fue lanzada el 10 de noviembre de 1998. Relata el después de una tormenta, que destruye el yate de Kuno. Misteriosamente empiezan a desaparecer las mujeres del yate. Ranma, Ryoga, Mousse y Genma van a rescatarlas a una isla, pero también van con el propósito de sumergirse en "El Estanque del Hombre Ahogado", con la esperanza de recuperar sus formas originales.
El 16 de mayo de 2006 VIZ Media lanzó un box set conteniendo ambas películas. Como dato, muchos admiradores y portales de anime consideran la OVA «El Equipo Ranma contra el Legendario Fénix» como una tercera película, considerando también que Movie + OVA Visual cómic incluye dicha OVA (Movie: película en inglés).
En 2008 se realizó el OVA 13, La Pesadilla del Incienso Primaveral. En la página web de la autora se lanzó una petición masiva por parte de admiradores en todo el mundo para que la autora retomase esta serie y le pusiera un fin.
En 2011 se lanzó la producción de un especial en imagen real. Esta se estrenó el 9 de diciembre de ese mismo año, con una duración de 94 minutos.

### Recepción
Rumiko Takahashi (autora del manga) dijo que Ranma ½ era popular entre jóvenes de escuela secundaria y estudiantes universitarios aunque la balanza de popularidad se inclinaba más hacia las mujeres adolescentes que hombres. En noviembre de 2006, se informó que la serie había vendido más de 49 millones de volúmenes de manga en Japón y a partir de noviembre de 2011 la editorial Shogakukan ha impreso más de 53 millones de copias.
Aunque el anime de Ranma ½ es una de las series de Rumiko Takahashi con menor recepción al principio en Japón, es la más famosa en América y parte de Europa. En Norteamérica la serie demostró ser muy exitosa, siendo una de las primeras introducciones de los norteamericanos al manga y su adaptación del anime una de las primeras demostraciones japonesas de la animación para alcanzar renombre en los Estados Unidos. Pese a que cuando se estrenó el anime, este tuvo un comienzo difícil debido a las bajas audiencias lo que obligó a sus creadores a adelantar capítulos cambiando un tanto la línea argumental del anime, la serie pudo repuntar transformándose en uno de los mangas y animes históricos y más reconocidos a nivel mundial.
El anime sufrió de diversas censuras a nivel mundial principalmente por sus desnudos y escenas con cierto carácter lésbico y homosexual. Incluso para Sudamérica el capítulo del anime "Combate en los baños públicos", sufrió de tanta censura que duró aproximadamente 15 minutos a diferencia de lo que dura un capítulo normalmente, 23 minutos. En Chile la serie también fue utilizada por grupos religiosos en forma de protesta argumentando que se le enseñaba a los niños a ser homosexuales debido a una escena en la que Ranma se probaba sostenes estando en su forma masculina.
En España comenzó a emitirse en Antena 3 en marzo de 1993 pero, poco más de dos años después, en enero de 1995, las críticas recibidas por parte de distintos colectivos y asociaciones, como la Asociación de Telespectadores y Radioyentes, derivaron en su eliminación de la programación de la cadena, no sin antes terminar el doblaje de la serie. En 2005, la empresa de distribución Home Video Jonu Media comenzó a editar la serie en DVD en España, incluyendo tanto el doblaje clásico de Antena 3 como uno nuevo que partía de una traducción más fiel a partir de la versión japonesa y que no contenía ninguna censura, aunque dicho redoblaje no se completó, llegando solamente hasta el episodio 120.

### Música
Openings
- "Jajauma ni Sasenaide" (じゃじゃ馬にさせないで No me Hagas Sentir una Salvaje?)

Interpretado por: Etsuko Nishio
Episodios: 1-18
- "Little Date" (リトル★デイト Pequeña ★ Cita?)

Interpretado por: Ribbon (banda)
Episodios: 19-39
- "Omoide ga Ippai" (思い出がいっぱい Lleno de Recuerdos?)

Interpretado por: CoCo
Episodios: 40-64
- "Zettai!Part 2" (絶対! Part 2 ¡Absolutamente!Parte 2?)

Interpretado por: Yoshie Hayasaka
Episodios: 65-88
- "Chikyu Orchestra" (地球オーケストラ La Orquesta de la Tierra?)

Interpretado por: KUSUKUSU
Episodios: 89-112
- "Mou Nakanaide" (もう泣かないで No Llores más?)

Interpretado por: Azusa Senou
Episodios: 113-135
- "Love Seeker~Can't Stop It~" (ラヴ・シーカー CAN'T STOP IT Buscador de amor ~ No Puedo Pararlo~?)

Interpretado por: VisioN
Episodios: 136-161
Endings
- "Platonic Tsuranuite" (プラトニックつらぬいて Amor Platónico?)

Interpretado por: Kaori Sakagami
Episodios: 1-13 (Temporada 1)
- "Equal Romance" (EQUAL ロマンス Romance por Igual?)

Interpretado por: CoCo
Episodios: 14-18 (Temporada 1)
- "Don't Mind Lai Lai Boy" (ド・ン・マ・イ来々少年〜 No lo Pienses, Ven Ven Chico?)

Interpretado por: Etsuko Nishio
Episodios: 19-39 (Temporada 2)
- "Lambada☆RANMA" (乱馬ダ☆RANMA?)

Interpretado por: The Ranma ½ Operatic Troupe
Episodios: 40-64 (Temporada 3)
- "Purezento" (プレゼント Regalo?)

Interpretado por: Tokyo Shônen
Episodios: 57-72 (Solo algunas excepciones, ya que en el doblaje mexicano no figura en ningún ending) (Temporada 3 y 4)
- "Friends" (フレンズ Amigos?)

Interpretado por: YAWMIN
Episodios: 65-88 (Temporada 4)
- "Hinageshi" (ひなげし Amapola?)

Interpretado por: Michiyo Nakajima
Episodios: 89-112 (Temporada 5)
- "Positive" (Positivo?)

Interpretado por: Miho Morikawa
Episodios: 113-136 (Temporada 6)
- "Niji to Taiyou no Oka" (虹と太陽の丘 El Arcoíris y la colina del Sol?)

Interpretado por: Piyo Piyo
Episodios: 137-161 (Temporada 7)

## Maldiciones
- La maldición de los estanques de Jusenkyo: En la región de Jusenkyo de China hay un lugar especial de entrenamiento de artes marciales lleno de pequeños estanques malditos, en los que siglos atrás se ahogaron multitud de animales y criaturas. Si algo o alguien cae en ellos, quedarán malditos, convirtiéndose en aquello que se ahogó al mojarse con agua fría, y revirtiendo el efecto al contacto con agua caliente. Sin embargo, a pesar de ser permanente, esta maldición tiene cura debido a que existen varios métodos para revertirla (principalmente y lógicamente sumergirse en los pozos del hombre o de la mujer ahogada), pero siempre ocurre algo que lo impide en el último segundo. Quienes padecen esta maldición son Ranma, Genma, Ryōga, Shampoo y Mousse. De los que padecen esta maldición, todos tienen una maldición distinta: Ranma se convierte en una mujer, Genma se convierte en un panda, Ryōga se convierte en un cerdo negro, Shampoo se convierte en una gata rosada, y Mousse se convierte en un pato. El caso más extraño es el de Pantsu Taro (Pantimedias Taro en Hispanoamérica), el cual cayó (en realidad el maestro Happosai lo bautizó sumergiéndolo) en el "pozo del yeti cargando una anguila y una grulla mientras conducía un buey ahogados" en el que se convierte en una quimera, con aspecto de minotauro (el físico de un yeti con pelaje y cabeza de buey), alas de grulla y cola de anguila. Casualmente, una filtración del "pozo del hombre ahogado" aparece en la residencia Tendo, pero por tiempo limitado. Además es posible convertir un estanque o cualquier cuerpo de agua en un pozo maldito con las sales que el pozo maldito original posee.

- La maldición del gato: El padre de Ranma Saotome usó con él una técnica de entrenamiento especial con gatos, la cual fue prohibida tiempo después debido a su enorme crueldad. Debido a esto Ranma Saotome sufre un enorme ailurofobia (miedo a los gatos); y cuando el miedo llega a un punto insoportable, se "convierte" psicológicamente en un poderoso felino. La única manera de controlarlo es hacer que Ranma Saotome se acerque a alguien con quien tenga una confianza al 100%, luego de esto, se dormirá y al despertar volverá a la normalidad. Es la única técnica que es invencible. Esta maldición es irreversible y es la única que no tiene cura.

- La maldición de la trenza (bigote del dragón): Ranma Saotome (chica) se come un plato de arroz cocinado con un bigote de dragón, que resulta ser un crecepelo superveloz que solamente afecta a los hombres. Si se deja crecer el pelo demasiado tiempo, el afectado termina calvo. La maldición es contenida si el pelo se mantiene atado con un bigote de dragón. A diferencia de los efectos de las dos maldiciones anteriores, el efecto de esta maldición es temporal, debido a que sólo tiene un cierto tiempo de vida.

- La maldición del nervio del gato: Cologne, la abuela de Shampoo toca a Ranma en el pecho con su bastón el nervio del gato, el cual hace que Ranma no pueda tocar el agua caliente, y que de por sí no pueda volver a ser hombre. La única manera de romper esta maldición es con la bola fénix. Sin embargo, el nervio del gato también puede ser neutralizado (aunque una sola vez) oprimiendo el nervio de los ancianos de Tokiote, los cuales pueden resistir el agua caliente; esta maldición es neutralizada temporalmente cuando el doctor Tofu toca la espalda de Ranma al nervio de los ancianos de Tokiote, pero luego Ranma cae al agua fría y la maldición del nervio del gato continúa. Ranma logra recuperarse luego de derrotar a Cologne al usar la maldición del gato como último recurso, ya que esa técnica es invencible.

- La maldición de la moxibustión debilitante: Happosai se encontraba huyendo de un grupo de jovencitas a quienes les había robado su ropa interior y justo aparece Ranma y le lanza a Happosai una manzana y este se la come, pero se distrae y es golpeado por las jovencitas, y mientras era golpeado le advierte a Ranma que se las pagará. Después, cuando Ranma se encontraba comiendo, aparece Happosai (muy enojado) quien sujetaba con una pipa una moxibustión, este se la arroja a Ranma, pero la sujeta con los palillos, luego Happosai se la quita y se la coloca en la espalda, y Ranma pierde toda su fuerza. La única manera de que Ranma recuper su fuerza es obtener un grabado en el cual se muestran las partes del cuerpo de la víctima en los que hay que presionar para recuperar la fuerza, pero el grabado se encontraba en poder de Happosai quien lo había robado. Mientras Ranma se encontraba debilitado, era atacado por Kuno Tatewaki, Mousse y el director Kuno. Entonces, Cologne decide ayudar a Ranma enseñándole el dragón volador el cual consiste en realizar cinco pasos en espiral para luego crear un tornado después de golpear al oponente. Al final Ranma aprende la técnica después de golpear a Ryōga. Luego de esto, Ranma decide enfrentar a Happosai, y en pleno combate aparecen de la nada Kuno Tatewaki, Mousse y el director Kuno; al final los cuatro caen en la trampa de Ranma y son víctimas del dragón volador; en medio del tornado Akane recupera el grabado que se encontraba roto en varios pedazos que luego fueron encontrados. Y por último, Cologne le aplica otra moxibustión a Ranma con la cual recupera su fuerza.

## Lista de películas
- Ranma ½: Gran aventura en Nekonron, China
- Ranma ½: La isla de las Doncellas
- Ranma ½ (imagen real)